# Sergio Della Sala
Sergio Della Sala (23 september 1955) is een Italiaanse arts, klinisch neuroloog en neuropsycholoog. Hij studeerde aan de Universiteit van Milaan, de Universiteit van Berkeley en MRC in Cambridge.
Hij bekleedde functies in Milaan, Perth, Universiteit van Padua (1986 - 1993), Aberdeen (1994 - 2004) en werkt sinds juli 2020 aan de Universiteit van Edinburgh als hoogleraar Human Cognitive Neuroscience. Zijn belangrijkste vakgebied is de relatie tussen hersenen en gedrag. Hij is auteur van meer dan 600 peer-reviewed experimentele artikelen en hoofdredacteur van Cortex..
Hij is de huidige president van CICAP (Italiaans Comité voor het Onderzoeken van Pseudowetenschappelijke Claims).